# Первомайский сельсовет (Липецкая область)
Первомайский сельсовет — сельское поселение в Лев-Толстовском районе Липецкой области Российской Федерации.
Административный центр — село Первомайское.

## История
Статус и границы сельского поселения установлены Законом Липецкой области от 23 сентября 2004 года № 126-ОЗ «Об установлении границ муниципальных образований Липецкой области»
28 апреля 2010 года Законом Липецкой области № 385-ОЗ в состав сельсовета были включены населённые пункты упраздненного Кузовлевского сельсовета.

## Население
| 2010 | 2012 | 2013 | 2014 | 2015 | 2016 | 2017 |
| ---- | ---- | ---- | ---- | ---- | ---- | ---- |
| 895  | ↘877 | ↘865 | ↘852 | ↘844 | ↘822 | ↘818 |
| 2018 | 2021 |      |      |      |      |      |
| ↘784 | ↘753 |      |      |      |      |      |

## Состав сельского поселения
| № | Населённый пункт | Тип населённого пункта       | Население |
| - | ---------------- | ---------------------------- | --------- |
| 1 | Дёмкинский       | посёлок                      | →1        |
| 2 | Кузовлёво        | село                         | ↘280      |
| 3 | Кузьминка        | деревня                      | ↘15       |
| 4 | Первомайское     | село, административный центр | ↘577      |
| 5 | Тихий Дон        | посёлок                      | ↘18       |
| 6 | Чечёрский        | посёлок                      | ↘4        |